# Carlos Puerta
Pour les articles homonymes, voir Puerta.
Carlos Puerta est un illustrateur, dessinateur et coloriste de bande dessinée espagnol, né le 7 avril 1965 à Madrid.

## Biographie
Carlos Puerta se concentre sur le réalisme : « Je suis très perfectionniste, et la lumière est un élément indispensable, je respecte le comportement de la lumière », explique-t-il dans un entretien.
Il s'associe à la scénariste Esther Gil pour livrer un diptyque sur Jules Verne en 2016 et 2018 : Jules Verne et l'astrolabe d'Uranie (Ankama Éditions),.

## Œuvres

### Publications en français

#### One shot
- La Maison de Pollack Street, Erko, juillet 2004
Scénario : Lorenzo F. Díaz - Dessin et couleurs : Carlos Puerta - (ISBN 90-7700-162-X)

- No Man's Land, Semic, « Privilège », mai 2000
Scénario : Lorenzo F. Díaz - Dessin et couleurs : Carlos Puerta - (ISBN 2-914082-09-6)

### Publications en espagnol

#### One shot
- Tierra de negra, Ediciones B, 2000
Scénario : Lorenzo F. Díaz - Dessin et couleurs : Carlos Puerta[8]